# عناكب الشبكة الورقية
عناكب الشبكة الورقية (بالإنجليزية: sheetweb spiders)‏، أو ناسجات الشباك الورقية (بالإنجليزية: sheet weavers)‏، وتسمى في المملكة المتحدة وايرلندا واستراليا ونيوزلندا والبرتغال بعناكب النقود (بالإنجليزية: money spiders)‏، (الاسم العلمي: Linyphiidae) هي عائلة من العناكب الصغيرة جدًا، تضم 4868 نوع موصوف ضمن 635 جنس حول العالم، مما يجعلها ثاني أكبر عائلة من العناكب بعد العناكب القافزة، بسبب صغر حجمها وكثرة أنواعها وواسع انتشارها فهي لا تزال غير مفهومة بشكل جيد، ولا يزال يتم تسجيل أجناس وأنواع جديدة منها حول العالم، منها جنس (Himalafurca) المكتشف في النيبال والذي وصف رسميًا في أبريل 2021 من قبل تاناسيفتش، وبسبب صعوبة تحديد هوية هذه العناكب الصغيرة جدًا عادة ما يحصل تغييرات في تصنيف أنواع منها كأن يتم تقسيم النوع الى نوعين أو اعادة ربط نوعين في نوع واحد.
تعرف هذه العناكب بإستخدمها التحليق المظلي [الإنجليزية] للتنقل عبر الهواء.
لهذه العناكب فائدة كبيرة كونها تعتبر من مكافحات الافات الطبيعية للعديد من الحشرات الاخرى كالمن وقافزات الذيل.

## الوصف
في هذه العائلة، تكون الدرقة عادةً أعلى بأكثر من ضعف قطر العيون الوسطى الأمامية. تمتلك المخالب الفكية حوافًا جانبية صريرية لكنها تفتقر إلى اللقم الجانبية.
تكون الأرجل طويلة ونحيفة، وتحمل شعيرات كبيرة (macrosetae)، أما البطن فعادة ما يكون بيضاويًا أو ممدودًا.

## الانتشار
تنتشر عناكب هذه العائلة في جميع أنحاء العالم تقريبًا، وفي النرويج عثر على العديد من انواعها تسير على الثلج عند درجات حرارة تصل إلى سبع درجات مئوية تحت الصفر.
على الرغم من أن هذه العناكب خفيفة بما يكفي لاستخدام تقنية التحليق المظلي [الإنجليزية] للسفر، إلا أن نادرًا ما تستعملها بسبب ظروف الجو المضطرب غالبًا والمناخ غير الملائم، لهذا السبب، فإن العناكب التي تستخدم هذه التقنية لا تملك قدرة على التحكم في مكان هبوطها، مما يؤدي إلى معدل وفيات مرتفع لهذه الممارسة، وهي تُستخدم بشكل أساسي من قبل صغار العناكب والأحداث.
ويُعتقد أن سفرها باستخدام تقنية التحليق ساهم بشكل كبير في انتشارها الواسع وتنوع أنواعها.

## المفترسات والفريسة
من بين الطيور، يُعرف أن طائر الصعوة الذهبي من مفترسات هذه العناكب.
أما عناكب الشبكة الورقية نفسها، فتعتبر مفترسات طبيعية لعدد من الحشرات منها المن، وقافزات الذيل، والذباب، وأنواعًا أخرى من العناكب.

## التصنيف
تعتبر عائلة Pimoidae مجموعة شقيقة لعائلة Linyphiidae.
تتألف عائلة Linyphiidae من ست عوائل فرعية، أهمها:
Linyphiinae (عناكب الشبكات الورقية)، Erigoninae (العناكب القزمية)، Micronetinae، والتي تشمل غالبية الأنواع الموصوفة.
تم وصف العديد من الأنواع ضمن أجناس أحادية النوع، خصوصًا في فصيلة Erigoninae، ويُعزى ذلك غالبًا إلى الأساليب العلمية التقليدية المستخدمة لدراسة هذه العائلة.
تشمل الأجناس الشائعة:
- Neriene
- Lepthyphantes
- Erigone
- Eperigone
- Bathyphantes
- Troglohyphantes
- Tennesseellum وغيرها.

تُعد هذه العناكب من أكثر الأنواع وفرة في المناطق المعتدلة، رغم أن العديد منها يوجد أيضًا في المناطق الاستوائية.
أعضاء الفصيلة الفرعية Linyphiinae، التي تكون أجسامها عمومًا أكبر حجمًا، تُوجد عادةً في شبكات "الوعاء والمنشفة" (bowl and doily webs) أو القباب الحريرية.
أعضاء الفصيلة الفرعية Erigoninae، وهي صغيرة الحجم عادةً (لا يتجاوز طولها 3 ملم)، تبني شبكات ورقية صغيرة، وتُظهر سلوك التحليق المظلي حتى في مرحلة البلوغ، مما يجعلها كثيرة الانتشار وسريعة التنقل اذا ظهرت في مكان في يوم تختفي في اليوم التالي.
ذكور الفصيلة الفرعية Erigoninae تمتلك عادةً رؤوسًا صدرية محورة، وهذه التحورات تعتبر مميزة ومحددة للجنس أو النوع، تشمل هذه التحورات مجموعة مذهلة من الأشكال مثل: أخاديد، درنات، نتوءات، شقوق، فصوص، أشواك، وفي بعض الأحيان، تكون هذه النتوءات مزينة بخصلات شعر أو حتى تحمل عيونًا.
أمثلة على هذه التحورات:
- Walckenaeria acuminata: تمتلك عيونًا على برج رفيع يتجاوز ارتفاعه طول الرأس الصدري.
- Grammonota gigas: تحتوي على صف عرضي من أربعة فصوص طولية خلف العيون.
- Gnathonargus unicorn: لديها نتوء كليبي يشبه قرن وحيد القرن.
- Hypselistes florens: تحمل فصًا رأسيًا يشبه الساعة الرملية عند رؤيته من الأمام.
- Perregrinus deformis: لها نتوء كليبي قصير ومنحني يشبه الأنف البشري.
- Praestigia kulczynskii: تحتوي على عيون وسطى أمامية موضوعة على نتوء سميك طويل ينبثق من الكليبوس.
- أجناس Coreorgonal وSpirembolus: تحتوي رؤوسها على انقسامات عميقة إلى فصين بارزين.
- Eskovia exarmata: الرأس الصدري يأخذ شكل شبه منحرف عند رؤيته من الجانب.
- Horcotes quadricristatus: تمتلك سنًا واحدة حادة بين العيون الأمامية والخلفية.[13][14]

المخالب الفكية للذكور تتنوع من بسيطة إلى معقدة في تصميمها، حيث تحتوي بعض الأنواع على ميزات مذهلة وترتيبات فريدة، وهي مميزة لكل جنس أو نوع.
أشهر العناكب المنتمية الى هذه العائلة:
- Frontinella pyramitela: عنكبوت "الوعاء والمنشفة".
- Neriene radiata: عنكبوت القبة الحريرية.
- Florinda coccinea: النساج الأحمر ذو الذيل الأسود.
- Orsonwelles: جنس يحتوي على أكبر عنكبوت في العائلة (O. malus) في جزر هاواي.
- Erigone atra: عنكبوت قزمي.

### الأجناس
حتى بداية يناير 2025، يضم الفهرس العالمي للعناكب 635 جنس تحت هذه العائلة متفرعة الى 4868 نوع.

## معرض الصور

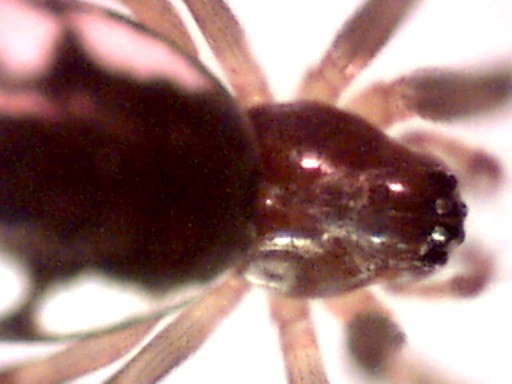
صورة مقربة لعنكبوت من نوع Frontinella pyramitela.
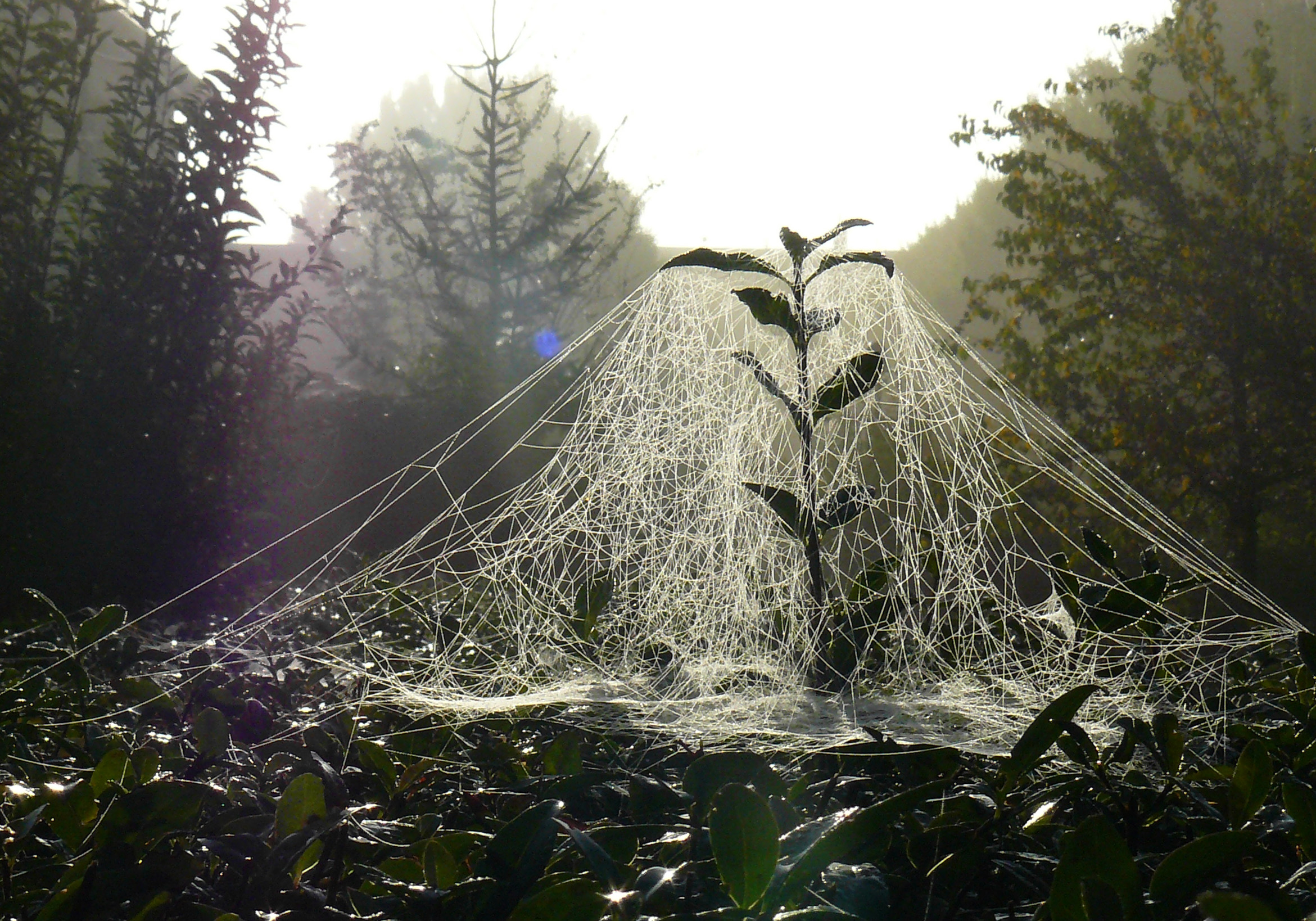
شبكة لتنتمي لعناكب هذه العائلة.
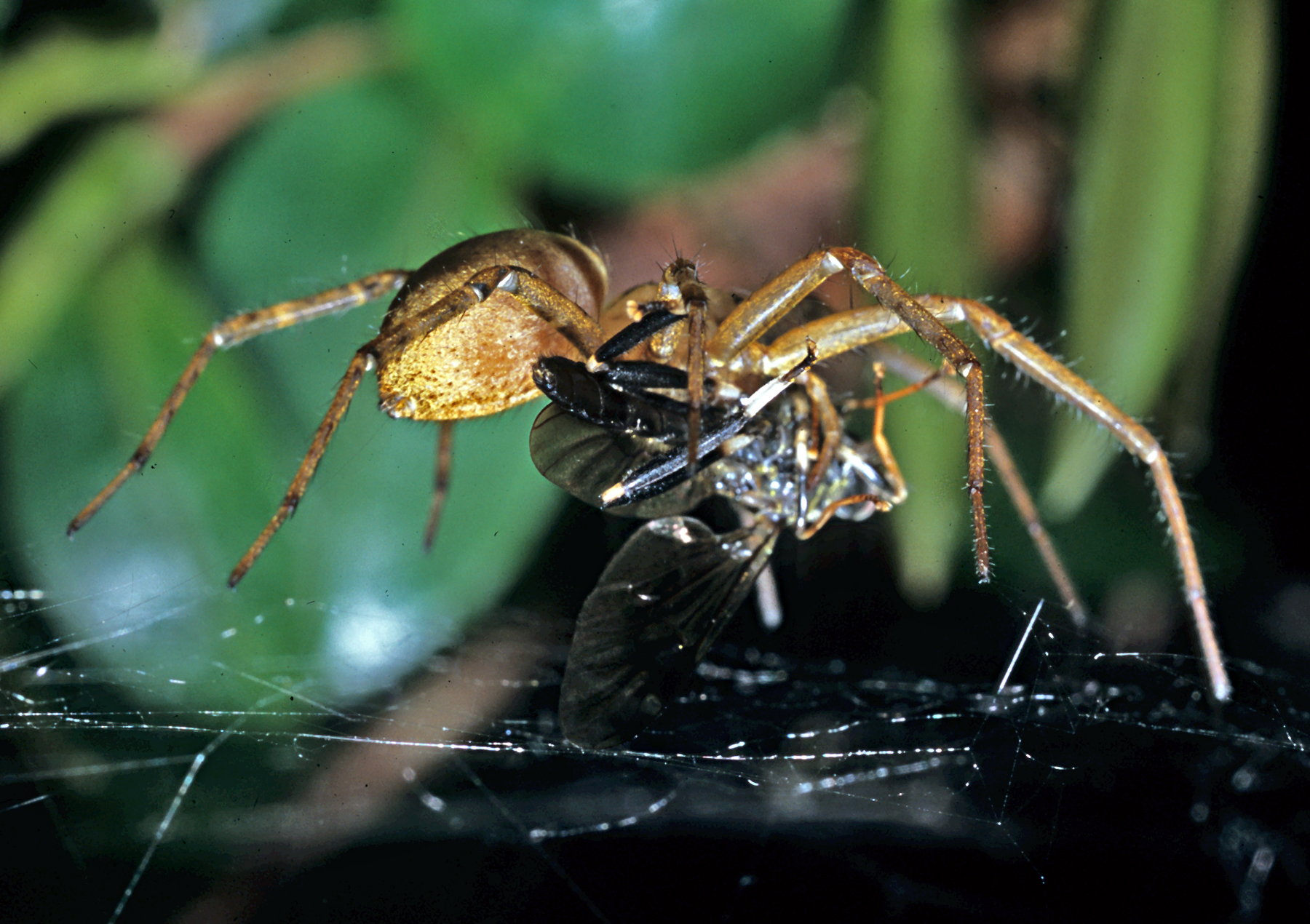
عنكبوت الشبكة الورقية من نوع، Cambridgea foliata.
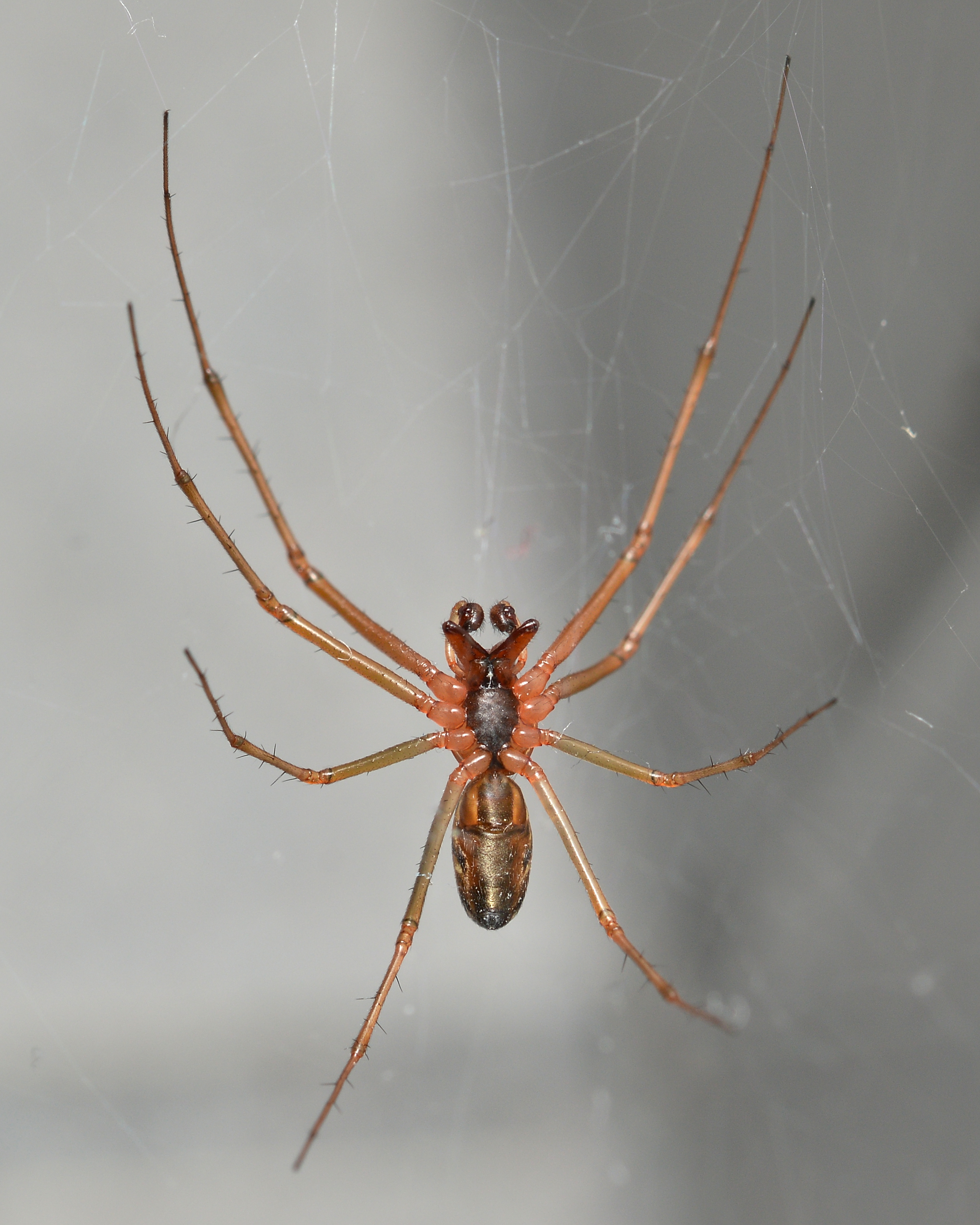
صورة سفلية لعنكبوت الشبكة الورقية في النرويج.
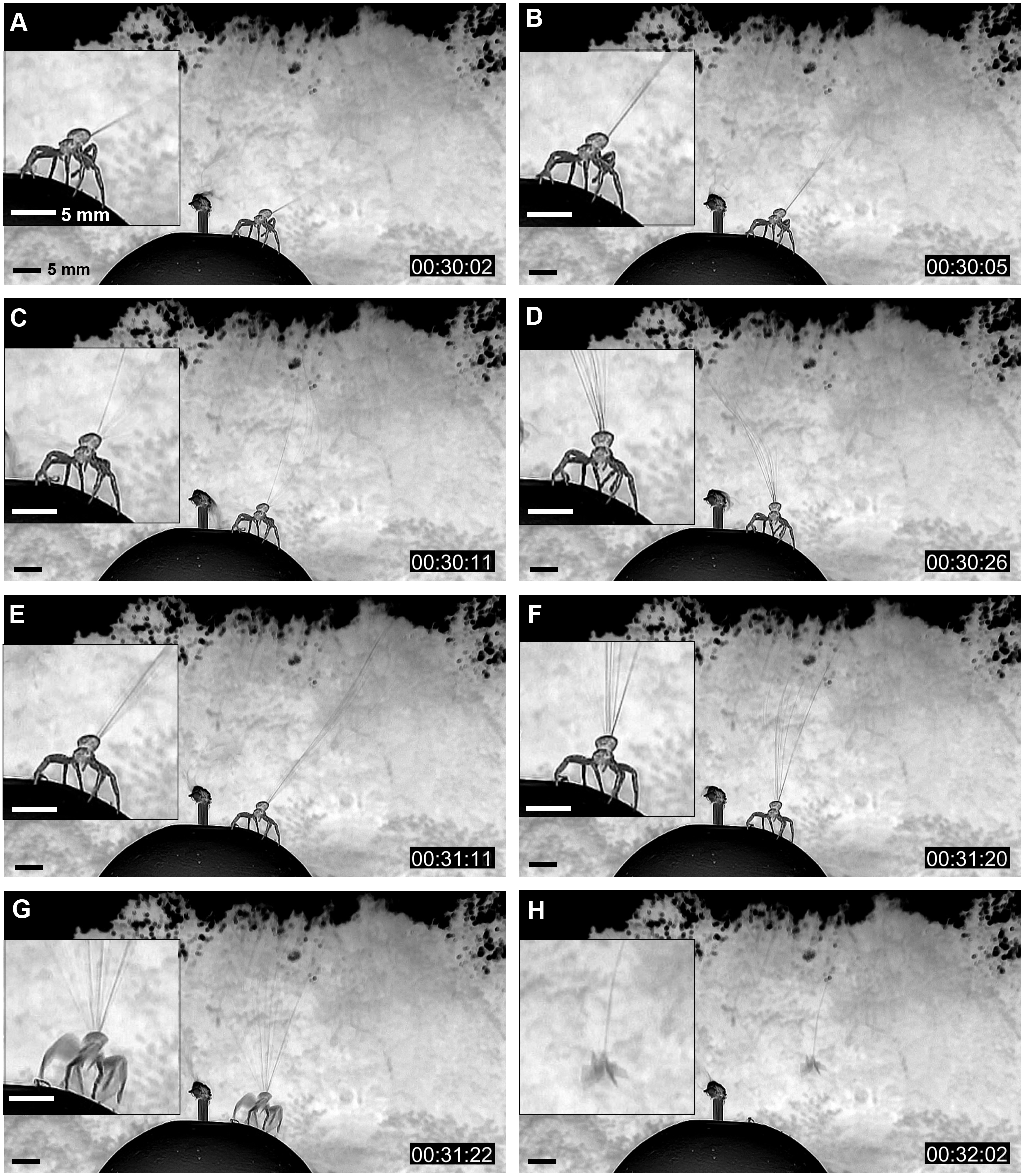
التحليق المظلي للعنكبوت.

## طالع أيضًا
- عناكب قافزة
- عنكبوت
- عناكب صيادة

## روابط خارجية
- قائمة الأجناس المندرجة تحت عائلة عناكب الشبكة الورقية على موقع الفهرس العالمي للعناكب.